# Régence
Regence var en stil i rumindretning og kunsthåndværk på overgangen mellem barok og rokoko. Navnet kommer af det franske la Regence, dvs. formynderregentskabet 1715-1723 for den unge konge Ludvig 15. af Frankrig. Den må ikke forveksles med den engelske regencystil, som er opkaldt efter prinsregenten, den senere Georg IV.
Stilen kom til Danmark omkring 1720. Kendetegnende var, at den nedtonede den pomp og pragt, som kendetegnede barokken. Ønsket var at skabe et mere intimt og behageligt liv. Barokkens store tunge møbler forsvandt og i stedet kom nu praktiske dragkister, kommoder og chatoller. Stolene blev behagelige at sidde i. Væggene var dækkede med gobeliner og lærreds- eller voksdugtapeter i lyse farver. Typisk var også flade stuklofter med loftgesims.
Stilen varede frem til ca. 1740, hvor den udviklede sig til rokoko.